# Cladornis pachypus
Cladornis pachypus — вид викопних птахів монотипової родини Cladornithidae, що існував в олігоцені (34-23 млн років тому).
Скам'янілі рештки виду знайдені на узбережжі затоки Сан-Хорхе в Аргентині. Це був водний морський птах, що за способом життя та формою тіла був схожий на сучасних птахів родини Алькові.